# Mesopolobus sericeus
Mesopolobus sericeus is een vliesvleugelig insect uit de familie Pteromalidae. De wetenschappelijke naam is voor het eerst geldig gepubliceerd in 1770 door Forster.